# Gry umysłu
Gry umysłu (ang. Minds Games) – amerykański serial telewizyjny dramatyczny  wyprodukowany przez 20th Century Fox Television dla American Broadcasting Company. 11 maja 2013 roku, ABC zamówiła serial na sezon telewizyjny 2013/14. 16 stycznia 2014 roku, ABC potwierdziła datę premiery serialu na 25 lutego 2014 roku. Pomysłodawcą serialu jest Kyle Killen. 27 marca 2014 roku stacja American Broadcasting Company anulowała serial, nie wiadomo czy pozostałe odcinki zostaną wyemitowane.
W Polsce serial będzie emitowany od 14 września 2016 roku przez TVN 7.

## Fabuła
Serial skupia się wokół relacji dwóch różniących się braci, Clarka i Rossa. Wspólnie prowadzą wyjątkową agencję, która zajmuje się rozwiązywaniem problemów z wykorzystaniem nauki z zakresu motywacji i manipulacji. Clark jest ekspertem psychologii w  dziedzinie ludzkich zachowań. Musi też zmagać się z chorobą dwubiegunową. Natomiast Ross jest byłym skazańcem.

## Obsada
- Steve Zahn jako Clark Edwards
- Christian Slater jako Ross Edwards
- Megalyn Echikunwoke jako Megan Shane
- Gregory Marcel jako Miles Hood
- Jaime Ray Newman jako Samantha "Sam" Gordon[5]
- Cedric Sanders jako Latrell Griffin

## Role drugoplanowe
- Vinnie Jones jako  Isaac Vincent[6]
- Luis Guzman jako Nate[6]
- Mimi Kenndy jako Susan[7]

## Odcinki
| Sezon | Sezon | Odcinki | Oryginalna emisja | Oryginalna emisja | Oryginalna emisja | Oryginalna emisja | Oryginalna emisja |
| Sezon | Sezon | Odcinki | Premiera sezonu   | Finał sezonu      | Premiera sezonu   | Finał sezonu      |                   |
| ----- | ----- | ------- | ----------------- | ----------------- | ----------------- | ----------------- | ----------------- |
|       | 1     | 13      | 25 lutego 2014    | 2 września 2014   | 14 września 2016  | brak danych       |                   |

### Sezon 1 (2014)
| #  | Tytuł                     | Reżyseria             | Scenariusz                    | Premiera ABC               | Premiera TVN 7   |
| -- | ------------------------- | --------------------- | ----------------------------- | -------------------------- | ---------------- |
| 1  | Pilot                     | Miguel Sapochnik      | Kyle Killen                   | 25 lutego 2014             | 14 września 2016 |
| 2  | Asymmetric Dominance      | Miguel Sapochnik      | Kyle Killen                   | 4 marca 2014               | 21 września 2016 |
| 3  | Pet Rock                  | Timothy Busfield      | Donald Todd                   | 11 marca 2014              | 28 września 2016 |
| 4  | Apophenia                 | Arlene Sanford        | Kyle Killen                   | 18 marca 2014              |                  |
| 5  | Cauliflower Man           | Romeo Tirone          | Eli Attie                     | 25 marca 2014              |                  |
| 6  | Texts, Lies and Audiotape | Sarah Pia Anderson    | John E. Pogue                 | 15 lipca 2014 (Japonia)    |                  |
| 7  | Judge Not                 | Steve Robin           | Michael Jones-Morales         | 22 lipca 2014 (Japonia)    |                  |
| 8  | Royal Fiasco              | David Boyd            | Rebecca Kirsch                | 29 lipca 2014 (Japonia)    |                  |
| 9  | The Sweet Science         | Matt Penn             | Marisa Wegrzyn                | 5 sierpnia 2014 (Japonia)  |                  |
| 10 | N.D.E                     | Timothy Busfield      | Kyle Killen, Kristine Huntley | 12 sierpnia 2014 (Japonia) |                  |
| 11 | Embodied Cognition        | Robert Duncan McNeill | Eli Attie                     | 19 sierpnia 2014 (Japonia) |                  |
| 12 | As God Is My Witness      | Stephen Cragg         | Donald Todd                   | 26 sierpnia 2014 (Japonia) |                  |
| 13 | Balloon Boy               | Kyle Killen           | Kyle Killen                   | 2 września 2014 (Japonia)  |                  |